# Etiam capillus unus habet umbram suam
Etiam capillus unus habet umbram suam è una locuzione latina che si può tradurre in italiano Anche un solo capello ha la propria ombra, con il significato che anche le cose che a prima vista possono sembrare insignificanti in realtà hanno la loro importanza.
Questa frase ci è stata lasciata da uno dei più famosi autori di mimi, Publilio Siro (I secolo a.C.), nelle sue Sententiae.